# Francesco Koristka
Francesco (Franz) Koristka (Jarkovice, 1º marzo 1851 – Milano, 26 novembre 1933) è stato un ottico e imprenditore boemo naturalizzato italiano famoso per aver fondato a Milano nel 1881 l'azienda Fratelli Koristka S.A..
Koristka, di origini slesiane, dopo aver conosciuto il mondo dell'ingegneria ottica come progettista in uno stabilimento ottico tedesco ed aver lavorato prima a Vienna e poi essere stato aiutante di Salmoiraghi, si trasferì a Milano e fondò la Fratelli Koristka S.A., che divenne presto la più importante azienda di costruzione di microscopi ed una delle poche industrie di precisione italiane del periodo, con un mercato che si estendeva a tutta Europa e all'America.
Grazie alla sua relazione personale con Ernst Abbe, ebbe la possibilità di costruire microscopi e lenti fotografiche, usando brevetti Zeiss. 
Gli viene riconosciuta la paternità degli "obbiettivi semi-apocromatici" che combinano alta qualità e prezzo contenuto, ottiche che favorirono la diffusione del microscopio nel periodo che va dall'inizio del ventesimo secolo alla prima guerra mondiale. Durante la prima guerra mondiale produsse un binocolo destinato agli ufficiali della Regia Marina: il Marenostrum.
Venne nominato cavaliere del lavoro nel 1907 dal Ministero di Agricoltura, Industria e Commercio, divisione Industria. 